# Kosmos och Kattis
Kosmos & Kattis (senare Kosmos & Co) var ett barnprogram om Kosmos som var en del TV4:s barnprogram Lattjo Lajban och bestod av totalt 384 avsnitt, med start den 12 januari 1997.
Programmet handlade om utomjordingen Kosmos som kom från planeten Milimetrus, han var klädd i grön kostym och hade en kastrull på huvudet, och Kattis som lärde honom allt möjligt om hur saker fungerar på jorden. Samtidigt varvat med filmer som bland annat Bröderna Fluff, Dundermusen och Rugrats.
Kosmos kraschlandade på jorden med sin raket som såg ut som en röd liten stuga med vita knutar. Vid kraschlandningen hamnade raketen uppochner, och större delen av barnprogrammet utspelade sig i det uppochnervända huset. 
Kosmos spelades av Mikael Riesebeck och Kattis spelades av Anna Charlotta Gunnarson.

## Doktor Kosmos
Serien fick en spinoff-serie Doktor Kosmos där Kosmos var veterinär och åkte runt på en grön moped och hjälpte djur. Det sändes som filminslag i Kosmos och Kattis.
År 1998 kom tre datorspel med enbart Kosmos som hette: Kosmos - Mattegeniet från Millimetrus, Julkalender med Kosmos & Co och Kosmos Målarlåda.